# Дончук (Колесник) Лариса Федорівна
 Дончу́к (Коле́сник) Лари́са Фе́дорівна  (нар.18 грудня 1952, с. Ободівка, Тростянецький район, Вінницька область — українська поетеса і прозаїк. Член Національної спілки письменників України (2005).

## Біографія
Народилась 18 грудня 1952 року в с. Ободівка Тростянецького району на Вінниччині. Закінчила Ободівську середню школу, Немирівське педагогічне училище (1970), Рівненський (1978) та Вінницький педінститути (1993). Працювала в дошкільних закладах, в Тростянецькому районному відділі освіти, в Будинку школярів та юнацтва, вчителем української мови та літератури Тростянецької загальноосвітній школі № 2. Наприкінці 2015 року переїхала до Івано-Франківська.

## Літературна діяльність
Авторка книг:
- Поїзд у протилежний бік: оповідання, етюди, вірші / Л. Ф. Колесник. — Вінниця: Континент-ПРИМ, 2002. — 52 с.: фото. — ISBN 966-516-143-1.
- Буржуйка: оповідання, етюди / Л. Ф. Колесник. — Вінниця: Книга-Вега, 2004. — 96 с. — ISBN 966-621-181-5.
- Привиди пустельного кварталу: проза / Лариса Колесник. — Вінниця: Вінницька газета, 2011. — 160 с. : іл. — ISBN 978-966-257-0.
- Усе я знаю про любов: поезія / Лариса Колесник. — Вінниця: Вінницька газета, 2014. — 152 с. : іл. — ISBN 978-966-2257-31-1.

Упорядник видання:
- Над сивим Батогом: літ.-мист. альманах / Упоряд. Л. Ф. Колесник. — Вінниця: Книга-Вега, 2006. — 120 с. : іл. — ISBN 966-621-305-2.

Публікації в журналах «Ранок», «Жінка», в обласних альманахах «Подільські перевесла» і «17 вересня» (2002), «З любов'ю в серці» (2003); в антологіях творів сучасних письменників Вінниччини «Квіт подільського слова» (2006, 2010); в обласних часописах «Собор», «Вінницький край».

|                                                                | Лариса Колесник, попри всі перипетії, що випали на її долю, зуміла залишитися вірною своєму покликанню. Працюючи учителем української мови й літератури в загальноосвітній школі, вона написала й видала кілька книг художньої прози, що принесли їй заслужене визнання, відкрили дорогу до Спілки письменників України, викликали помітний інтерес до її творчості у земляків на рідному Поділлі й за його межами |
| — Микола Луків з передмови книги «Усе я знаю про любов» (2014) | |

## Нагороди, премії, відзнаки
- Премія обласного літературно-мистецького об'єднання імені В.Стуса «Подільська пектораль» (2014).